# Медуэйская электростанция
Медуэйская электростанция (англ. Medway Power Station) — газовая электростанция мощностью 688 МВт на острове Грейн в Медуэе, Англия рядом с устьем реки Медуэй.

## История
Станция управляется компанией Scottish & Southern Energy, официальное название Medway Power Ltd. Построена совместно компаниями Marubeni (Япония), Tarmac (англ.) и Black & Veatch (англ., Канзас-Сити, США). Введена в эксплуатацию в 1995 году. Изначально 25 % принадлежало AES Corporation (Арлингтон, США) и по 37,5 % региональным электрическим компаниям SEEBOARD (англ.) и Southern Electric (англ., ставшая в 1998 году Scottish & Southern Energy). В июне 2002 года American Electric Power продала принадлежавшую ей SEEBOARD компании eDF Energy (англ.), передав вместе с ней и 37,5 % станции. 3 октября 2003 года Scottish & Southern Energy выкупила станцию у AES и eDF за 242 млн фунтов стерлингов. Станция расположена немного западнее Грейнской электростанции (англ.) и рядом с грузовым портом Thamesport (англ.).

## Описание
На станции работают 2 газотурбинные установки замкнутого цикла (CCGT) типа Frame 9 (9001F) производства General Electric. Отходящие газы от них подаются на 2 парогенератора производства Nooter Eriksen (англ.). Пар от парогенераторов вращает 1 паровую турбину производства General Electric.